# David Kutyauripo
David Kutyauripo (ur. 7 marca 1979 w Harare) – zimbabwejski piłkarz grający na pozycji prawego obrońcy. W swojej karierze rozegrał 15 meczów w reprezentacji Zimbabwe.

## Kariera klubowa
Swoją karierę piłkarską Kutyauripo rozpoczął w klubie Njube Sundowns FC. W sezonie 2003 zadebiutował w jego barwach w pierwszej lidze zimbabwejskiej. W 2005 roku odszedł do cypryjskiego APOP Kinyras Peyias, w którym spędził sezon. W 2006 został piłkarzem Dynamos FC, a w latach 2007-2008 grał w CAPS United, z którym w sezonie 2008 zdobył Puchar Zimbabwe. W 2008 roku grał też w Monomotapa United FC, z którym wywalczył mistrzostwo kraju. W 2009 roku występował w CAPS United, a następnie w Shooting Stars FC. W latach 2010–2012 ponownie był piłkarzem Dynamos FC. W sezonie 2010 został z nim wicemistrzem kraju, a w sezonach 2011 i 2012 sięgnął po dwa dublety - mistrzostwo i Puchar Zimbabwe. W latach 2013–2015 był graczem Harare City FC, w którym zakończył karierę. W 2015 roku zdobył z nim krajowy puchar.

## Kariera reprezentacyjna
W reprezentacji Zimbabwe Chawapiwa zadebiutował 17 września 2006 w przegranym 1:2 meczu COSAFA Cup 2006 z Angolą, rozegranym w Harare. Od 2006 do 2008 wystąpił w kadrze narodowej 15 razy.